# Festival de Cine Lésbico y Gai de Andalucía
El Festival de Cine Lésbico, Gai, bisexual y transexual de Andalucía, también llamado AndaLesGai, es un festival cinematográfico de temática LGBT celebrado anualmente en Andalucía desde el año 2006. Se trata del único festival de cine LGTB en la comunidad autónoma.
El festival se desarrolla principalmente en Sevilla aunque cada año se proyectan filmes y se organizan otras actividades en otras localidades andaluzas, entre ellas Huelva (2008) y Málaga (2007). Tiene lugar en noviembre. 

## Palmarés
| Año  | Mejor Película            | Mejor Película                       | Mejor Documental            | Mejor Documental                 | Mejor Cortometraje          | Mejor Cortometraje    |
| ---- | ------------------------- | ------------------------------------ | --------------------------- | -------------------------------- | --------------------------- | --------------------- |
| 2005 | Bandera de España         | Sévigné                              | Bandera de Cuba             | Las Nuevas Familias              | Bandera de Israel           | A Different War       |
| 2006 | Bandera del Reino Unido   | When I'm 64                          | Bandera de Alemania         | Paragraph 175                    | Bandera de Gales            | Play Time             |
| 2007 | Bandera de España         | Spinnin                              | Bandera de Estados Unidos   | Call me Malcom                   | Bandera de Estados Unidos   | Starcrossed           |
| 2008 | Bandera de Francia        | Un amour à taire                     | Bandera de Canadá           | She’s the boy I knew             | Bandera del Reino Unido     | Private Life          |
| 2009 | Bandera de Estados Unidos | Were the world is mine               | Bandera de Italia           | Improvisamente, l'inverno scorso | Bandera de España           | Present Perfect       |
| 2010 | Bandera de Perú           | Contracorriente                      | Bandera de Suecia           | The Kuchus of Uganda             | Bandera de España           | Dinero Fácil          |
| 2011 | Bandera del Reino Unido   | The secret diaries of miss An Lister | Bandera de España           | Elige siempre cara               | Bandera de Estados Unidos   | Bedfellows            |
| 2012 | Bandera de Canadá         | Cloudburst                           | Bandera de España           | Tengo una familia                | Bandera de España           | Folklórikas lesbianas |
| 2013 | Bandera de Venezuela      | Azul y no tan rosa                   | Bandera de Francia          | Rue Curiol                       | Bandera de España           | Desnudos              |
| 2014 | Bandera de Brasil         | A primera vista                      | Bandera de España           | El viaje de Carla                | Bandera de Canadá           | For Dorian            |
| 2016 | Bandera de Francia        | La Belle saison                      | Bandera de Argentina        | Reina de Corazones               | Bandera de México           | Azul Turquesa         |
| 2017 | Bandera de Chile          | Una mujer fantástica                 | Bandera de Estados Unidos   | Bones of contention              | Bandera de España           | Grávido               |
| 2018 | Bandera de Estados Unidos | The Miseducation of Cameron Post     | Bandera de los Países Bajos | Monument Van Trots               | Bandera de los Países Bajos | Anders                |
| 2019 | Bandera de España         | Carmen y Lola                        | Bandera de Irlanda          | Tan humano como yo               | Bandera de España           | Eran otros tiempos    |

## Premios 2005
- Mejor Película: Sévigné, de Marta Balletbó.
- Mejor Documental: Las Nuevas Familias, de Manuel Zayas.
- Mejor Cortometraje: A Different War, de Nadav Gal.

## Premios 2006
- Mejor Película: When I'm 64, de Jon Jones.
- Mejor Documental: Paragraph 175, de Rob Epstein y Jeffrey Friedman.
- Mejor Cortometraje: Play Time, de Arwell Gruffydd.
- Mejor Trabajo Andaluz: ¿A quién te llevarías a una isla desierta?, de Javier Linares.

## Premios 2007
- Mejor Película: Spinnin, de Eusebio Pastrana.
- Mejor Documental: Call me Malcom, de Joseph Parlagreco.
- Mejor Cortometraje: Starcrossed, de James Burkhamer II.
- Mejor Cortometraje Español: Dulces de Iván Lara.
- Mejor Trabajo Andaluz: El rosario de la Aurora, de Iván Lara.

## Premios 2008
- Mejor Película: Un amour à taire, de Christian Faure.
- Mejor Documental: She’s the boy I knew.
- Mejor Cortometraje: Private Life, de Abbé Robinson.
- Mejor Cortometraje Español: Todas de José Martret.
- Mejor Trabajo Andaluz: Volver a verte, de Martín Crespo.

## Premios 2009
- Mejor Película: Were the world is mine, de Tom Gustafson.
- Mejor Documental: Improvisamente, l'inverno scorso, de Gustaf Hofer.
- Mejor Cortometraje: Present Perfect, de Mikel Rueda.
- Mejor Cortometraje Español: Present Perfect de Mikel Rueda.
- Mejor Trabajo Andaluz: Hechos son Amores, de Carlos Crespo.

## Premios 2010
- Mejor Película: Contracorriente, de Javier Fuentes-León.
- Mejor Documental: The Kuchus of Uganda, de Mathilda Piehl.
- Mejor Cortometraje: Dinero Fácil, de Carlos Montero.
- Mejor Cortometraje Español: Dinero Fácil de Carlos Montero.
- Mejor Trabajo Andaluz: Ocaña, de Juan J. Moreno.

## Premios 2011
- Mejor Película: The secret diaries of miss An Lister, de James Kent.
- Mejor Documental: Elige siempre cara, de Alfonso Cortés-Cavanillas.
- Mejor Cortometraje: Bedfellows, de Pierre Stefanos.
- Mejor Cortometraje Español: A los que gritan de Juanan Martínez.
- Mejor Trabajo Andaluz: Tercer blog, de Nacho Rivera.

## Premios 2012
- Mejor Película: Cloudburst, de Thom Fitzgerald.
- Mejor Documental: Tengo una familia, de Damián Morcillo.
- Mejor Cortometraje: Folklórikas lesbianas, de Eva Mateos.
- Mejor Cortometraje Español: Folklórikas lesbianas de Eva Mateos.
- Mejor Trabajo Andaluz: Skallaman, de Maria Bock.

## Premios 2013
- Mejor Película: Azul y no tan rosa, de Miguel Ferrari.
- Mejor Documental: Rue Curiol, de Julian Ballester.
- Mejor Cortometraje: Desnudos, de José A. Cortés Amunárriz.
- Mejor Cortometraje Español: A arte de andar pelas ruas de Brasilia de Rafaela Camelo.
- Mejor Trabajo Andaluz: Y otro año perdices, de Marta Díaz de Lope Díaz.

## Premios 2014
- Mejor Película: A primera vista, de Daniel Ribeiro.
- Mejor Documental: El viaje de Carla, de Fernando Olmeda.
- Mejor Cortometraje: For Dorian, de Rodrigo Barriuso.
- Mejor Cortometraje Español: Último pase de José A. Cortés Amunárriz.

## Premios 2016
- Mejor Película: La Belle saison, de Catherine Corsini.
- Mejor Documental: Reina de Corazones, de Guillermo Bergandi.
- Mejor Cortometraje: Azul Turquesa, de Nancy Cruz.
- Mejor Cortometraje documental: Diversxs de Afiocco y Jorge Garrido.
- Mejor Trabajo Andaluz: Inexistentes, de Manuel Gomar.

## Premios 2017
- Mejor Película: Una mujer fantástica, de Sebastián Lelio
- Mejor Documental: Bones of contention, de Andrea Weiss
- Mejor Cortometraje: Grávido, de Alejandro Durán
- Mejor Cortometraje Español: No soy él, de Xoan Bregua
- Mejor Trabajo extranjero: Hotel paraíso, de Daniel Rehder